# Porto de Ilo
O Porto de Ilo é um porto marítimo localizado em Ilo, Departamento de Moquegua, Peru. Constitui um dos três portos do Pacífico Sul Peruano (Marcona e Matarani) por onde sai a estrada Interoceânica para o sul do Peru e os países vizinhos de Brasil e Bolívia interconectando por estas vias ao atlântico brasileiro.
O porto de Ilo iniciou suas atividades em 29 de maio de 1970 e está localizado numa área de 81 mil 445 metros quadrados. A administração está a cargo da Empresa Nacional de Portos e tem uma capacidade de movimentação de 1 milhão de Tn.
Tem um berço multipropósito de tipo espigão de atracamento direto. Tem capacidade para 35.000 DWT.
A área de armazenamento aberta é de 38.360 m², enquanto a área techada de 8.540 m², e assim mesmo conta com um armazém techado de 1.634 m².
No  ano de 2018, o movimento portuário no porto de Ilo foi de 27,717 TEU localizando no posto 86 na lista de atividade portuária da América Latina e Caribe.